# バルパライソ条約
バルパライソ条約（スペイン語: Tratado de Valparaíso）とは、1884年4月4日にボリビアとチリの間で結ばれた条約。
1879年に勃発した太平洋戦争を終結させた条約である。

## 概要
この条約によりボリビアとチリの休戦が決まり、ボリビア領土であったアントファガスタ港がチリの領土となった。以降現在に至るまで、ボリビアは海を持たない内陸国となり、輸出をチリやペルーに頼らなければいけなくなってしまった。
ボリビア人の中には現在もこの条約を不当と考え、海を奪ったチリに敵意を持つ者が少なくない。毎年3月23日を「海の日」（El dia del mar）として「海を取り戻そう」キャンペーンをテレビなどを使って行なっている。南米でさかんなサッカーの試合などでもしばしば「海を返せ」といった政治的な横断幕がみられる。
なお、太平洋戦争のもう1つの当事国であるペルーは、この前年の1883年にアンコン条約によりチリへの実質的敗北が決まっている。